# 内務省 (スペイン)
内務省（ないむしょう、スペイン語: Ministerio del Interior）は、警察、移民政策、刑務所、交通安全、市民保護等を所管するスペインの行政機関。
スペインは、保安と秩序維持に年間22億ユーロの予算を支出しているが、これはGDPの2％にあたる。

## 所管
内務省は、総務を担当する省として、以下の事務を所管する。
1. 公衆安全全般に関する政府の方針の策定と実施
2. 憲法及び関連法規の定めに基づき、特に自由と公衆安全における基本的権利を行使する条件の促進
3. 国家治安維持部隊（Fuerzas y cuerpos de seguridad del Estado）の指揮、管理、調整
4. 企業と個人のセキュリティ担当者の規制
5. 警察分野において、現在の移民問題の法律で付与された権限の行使
6. 亡命制度及び、避難者、無国籍者、難民の保護
7. 刑事施設の管理と規制
8. 選挙の実施に関して必要な事項
9. 公衆安全に関して法律で付与された権限の行使
10. 交通警察と交通安全に関する全般的な管理

内務大臣は、内務省の長として、以下の事務を所管する。
1. 内務省の事業の計画、管理、調査
2. 民間警備隊に対する命令
3. 法令で特に付与された義務の遂行